# Cornifrons indentalis
Cornifrons indentalis là một loài bướm đêm trong họ Crambidae.